# Klaus Kayser
Klaus Kayser (* 1940 in Berlin) ist ein deutscher Mediziner und Wissenschaftler, der als Sachbuchautor im Bereich Medizin, Pathologie, Bildanalyse, Lektinhistochemie, elektronischer Kommunikation, Computerethik tätig ist und sich zusätzlich der Belletristik zuwendet.

## Leben
Kayser studierte in Heidelberg Physik und Medizin, promovierte anschließend zum Dr. rer. nat. und wurde Professor für Pathologie und Epidemiologie. Es wurden ihm mehrere Ehrendoktortitel verliehen. Er gründete und leitete für fünf Jahre das Regionale Krebsregister Nordbaden, das sich auf dem regionalen Zusammenschluss aller in dieser Region tätigen Pathologischen Institute gründete und nach Einführung der neuen Datenschutzregelungen seine Arbeit einstellte. Die Ergebnisse des Krebsregisters im Hinblick auf Inzidenz und Mortalität des Magens und des Kolon-Rektumkarzinoms waren für die Gesundheitsvorsorge richtungsweisend.
Kayser ist auf dem Bereich der Lungenpathologie spezialisiert und gilt als ein international anerkannter Experte auf dem Gebiet der histologischen Bildanalyse. Er führte den mathematischen Ansatz der Graphentheorie in die Bildanalyse ein und etablierte dort den Begriff der strukturellen Entropie, einer Maßeinheit, die sich zur Quantifizierung der zellulären Heterogenität bei Tumoren, der Immunantwort auf malignes Tumorwachstum, zur Erkennung von Präkanzerosen und Gewebeumstrukturierung eignet. Zusammen mit Hans-Joachim Gabius untersuchte er die klinische Bedeutung der Lektinhistochemie und wies auf die Bedeutung der Galektine bei der Embryogenese und für die Prognose der Patienten mit einem Bronchialkarzinom hin. Er wird als einer der Gründer der Telepathologie in Europa bezeichnet.
Nach weltweiter Einführung des Internets war er aktiv bei der ärztlichen Versorgung der Salomon-Inseln mit Hilfe des iPATH Forums beteiligt und schuf das weltweit operierende virtuelle Institut für Pathologie (Virtual International Pathology Institute, auch VIPI). Unter seiner Leitung entstand das erste automatische und über das Internet zugängige Messsystem für immunhistochemisch gefärbte Schnittpräparate (EAMUS). Er war Wegbereiter für die Einführung von telemedizinischen Experten- und Ausbildungssystemen in Algerien, Armenien, Georgien, Kambodscha und der Mongolei. Er gründete die erste Tagung über Telepathologie European Conference on Telepathology im Jahr 1992 in Heidelberg, die in zwei Jahresabständen ununterbrochen bis letztmals im Jahr 2018 fortgeführt und deren wissenschaftliche und soziale Entwicklung in dem Buch Travels on Conferences beschrieben ist.
Im Jahr 1995 gründete er die erste medizinische, ausschließlich elektronisch publizierte, wissenschaftliche Zeitschrift Electronic Journal of Pathology and Histology. Hieraus entstand seine neue und mit neuartigen elektronischen Hilfsmitteln ausgestattete Zeitschrift The Journal of Diagnostic Pathology. Hierbei handelt es sich um ein offenes wissenschaftliches elektronisches Kommunikationssystem mit Zugriff auf ein geschlossenes Forum, ein Open Access Journal, ein Repositorium Natural and Synthetic Mineral Fibers affecting Man, ein Kollektiv von häufigen und seltenen Lungenkrankheiten, sowie speziellen Publikationsformen wissenschaftlicher Artikel, wie How do I diagnose oder Interactive publication. The Journal of Diagnostic Pathology ist zurzeit die einzige wissenschaftliche Zeitschrift, die virtuelle Schnitte publiziert. In dieser Zeitschrift werden zurzeit die voraussichtliche Entwicklung von IT Bewusstsein und IT Ethik diskutiert.
2012 wurde Kayser für sein belletristisches Werk Terror im T-Team mit dem Horst-Joachim-Rheindorf-Literaturpreis ausgezeichnet. Daneben entstanden auch philosophisch orientierte Bücher wie Zeitgedanken und Spiegeldenken, Restrisiko oder die heiligen Kühe der Nation oder Medizin und Umwelt. Ein lyrisches Selbstporträt brachte er 2014 mit Erlebtes Erleben heraus. Fragen der virtuellen Realität in Zusammenhang mit der Entwicklung der sozialen Netzwerke werden in humorvoller Weise in dem Roman Jenseits der Unsterblichkeit beschrieben. Seit 2017 ist Kayser Vorsitzender der Interessengemeinschaft deutschsprachiger Autoren (IGdA) und seit Mai 2022 Präsident des Bundesverbandes deutschsprachiger Schriftsteller Ärzte.
Klaus Kayser ist seit 1970 mit Frau Privatdozentin (Neurologie und Psychiatrie) Maria-Consuelo Gatchalian-Kayser verheiratet, hat zwei Kinder, die ebenfalls Ärzte geworden sind, und ist seit 2005 im Ruhestand.

## Schriften
Kayser ist Autor folgender Werke:

### Fachbücher
- Analytical Lung Pathology. Springer, Heidelberg, 1992
- Height and Weight in Human Beings. Oldenbourg, München.
- Natural and Synthetic Mineral Fibers Affecting Man. Spektrum, Heidelberg, 1994
- Telepathology. Springer, Heidelberg, 1999
- Virtual Microscopy. VSV, Berlin.

### Sachbücher
- Medizin und Umwelt. Meyers Forum, Mannheim.
- Krebs, Wissen was stimmt. Herder, Freiburg.
- Travels on Conferences. VSV Verlag, Berlin

### Belletristik/Kritisches
- mit Gerhard Stauch: Zeitgedanken und Spiegeldenken. Rendezvous, Baden-Baden 2000, ISBN 978-3-9805477-4-1.
- Der Tod eines Körperspenders. Lehmanns Media, Berlin 2005, ISBN 978-3-86541-098-6.
- Terror im T-Team. Lehmanns Media, Berlin 2012, ISBN 978-3-86541-455-7.
- Restrisiko oder die heiligen Kühe der Nation. Lehmanns Media, Berlin 2013, ISBN 978-3-86541-546-2.
- Erlebtes Erleben, Ein Gedichtsporträt.Lehmanns Media, Berlin 2016, ISBN 978-3-86541-847-0.
- Die wunderlichen Erzählungen des Jupp Kiepenlad. Lehmanns Media, Berlin 2016, ISBN 978-3-86541-848-7.
- Link(s) zum Paradies – recht(s) nah der Hölle. Lehmanns Media, Berlin 2016, ISBN 978-3-86541-849-4.
- Jenseits der Unsterblichkeit. Lehmanns Media, Berlin 2017, ISBN 978-3-86541-356-7.
- Über die Grenzen des Unbekannten. Lehmanns Media, Berlin 2019, ISBN 978-3-96543-033-4.
- Verkauft mir den Mao nicht. Lehmanns Media, Berlin 2020, ISBN 978-3-96543-139-3
- Befreite Freiheit. Lehmanns Media, Berlin 2021, ISBN 978-3-96543-175-1.
- Das virtuelle Universum. Lehmanns Media, Berlin 2021, ISBN 978-3-96543-209-3.
- Am Rand des virtuellen Universum. Erzählungen in Bild, Musik und Text. Lehmanns Media, Berlin 2022,  ISBN 978-3-96543-359-5.